# Academia Carolina

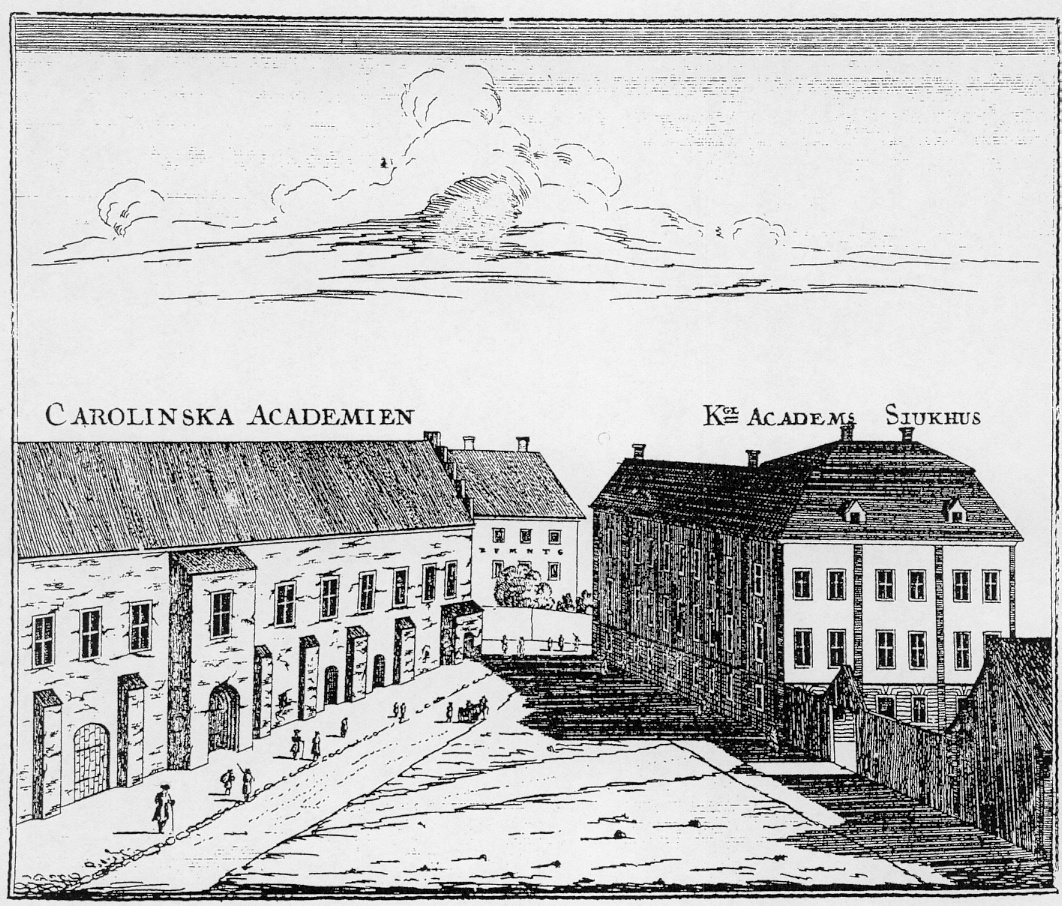
Kopparstick av Fredrik Akrel ur Utkast till beskrifning om Upsala av Johan Busser (1769). Byggnaden till höger är dåvarande akademisjukhuset (nuvarande Juridikum), och i bakgrunden syns Skytteanum.

Academia Carolina, Carolinska Academien, var ett medeltida domkapitelhus i Uppsala där undervisning vid Uppsala universitet bedrevs. Byggnaden låg på Domberget vid domkyrkan med fasaden mot Riddartorget, mittemot nuvarande Värmlands nation och Oxenstiernska huset, som sedan 1708 inrymde dåtidens Akademiska sjukhus (idag Juridicum).

## Historia
Huset var Uppsala universitets huvudbyggnad för undervisning fram till dess Gustavianum stod färdigt på 1620-talet. Byggnaden kallades därefter "gamla akademien", och Gustavianum kallades "nya akademien". Byggnaden revs 1778, men "återuppstod" som Uppsala universitetsbiblioteks byggnad Carolina Rediviva ("den återuppståndna Carolina") 1834. 
Academia Carolina stammade från medeltiden och hade ursprungligen tillhört domkapitlet, men blev efter  reformationen indragen till svenska staten. Erik XIV gav 1566 konsistoriet tillstånd att åter använda det för undervisning, och efter Uppsala möte där år 1593 skänktes huset av Karl IX till Uppsala universitet. 
Den stora stadsbranden i Uppsala 1702 härjade även "gamla akademien", men redan 1704 kunde huset efter omfattande reparationer åter tas i bruk och gavs då officiellt namnet "Academia Carolina" till minne av de tre Karlarna: Karl IX, som skänkte huset, Karl XI, som 1693 firade jubelfesten för Uppsala möte där, och Karl XII, under vilkens regering det återuppbyggdes.
Academia Carolina innehöll enligt Johan Busser två lärosalar av vilka den större, som var försedd med två läktare, även användes som festsal.